# 萨卢佐
萨卢佐（義大利語：Saluzzo），是意大利库内奥省的一个市镇。总面积75平方公里，人口16877人，人口密度225.0人/平方公里（2009年）。ISTAT代码为004203。